# غرد نعلين
غرد نعلين هي قرية في مقاطعة بيرانشهر، إيران. عدد سكان هذه القرية هو 149 في سنة 2006.